# Gillette Stadium
El Gillette Stadium es un estadio multiuso en Foxborough, Massachusetts, Estados Unidos, a unos 35 km al suroeste del centro de la ciudad de Boston. Tiene capacidad para 68 756 espectadores y es la sede de los equipos New England Patriots de la NFL, y New England Revolution de la MLS. Además ha albergado partidos de numerosas ediciones de la Copa de Oro de la Concacaf.

## Historia
Fue construido a un costado y en sustitución del viejo Foxboro Stadium, que fue demolido tras la inauguración del nuevo estadio en 2002.

## Curiosidades
Entre los latinos (especialmente en las transmisiones de fútbol americano para Latinoamérica) se le da el sobrenombre no oficial de "Estadio Pedro Navaja", debido al auspiciador general del estadio y su evidente relación con la actividad de "cortar", que recuerda al apellido del protagonista de la canción de Rubén Blades.

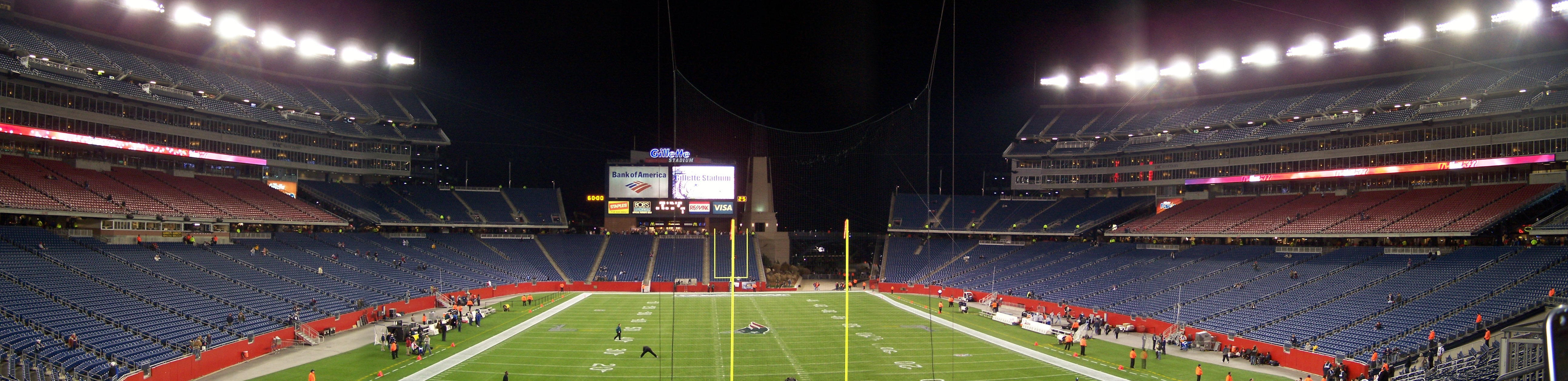
Panorámica del estadio.

## Resultados en eventos de importancia

### Copa de Oro de la Concacaf 2003
| Fecha             | Fase             | Equipo         |                           | Resultado |                           | Equipo         | Espectadores |
| ----------------- | ---------------- | -------------- | ------------------------- | --------- | ------------------------- | -------------- | ------------ |
| 12 de julio, 2003 | Primera fase     | Estados Unidos | Bandera de Estados Unidos | 2-0       | Bandera de El Salvador    | El Salvador    | 33 652       |
| 12 de julio, 2003 | Primera fase     | Costa Rica     | Bandera de Costa Rica     | 0-1       | Bandera de Canadá         | Canadá         | 23 795       |
| 14 de julio, 2003 | Primera fase     | Martinica      | Bandera de Martinica      | 0-2       | Bandera de Estados Unidos | Estados Unidos | 8 780        |
| 14 de julio, 2003 | Primera fase     | Canadá         | Bandera de Canadá         | 0-2       | Bandera de Cuba           | Cuba           | 2 500        |
| 16 de julio, 2003 | Primera fase     | El Salvador    | Bandera de El Salvador    | 1-0       | Bandera de Martinica      | Martinica      | 10 361       |
| 16 de julio, 2003 | Primera fase     | Cuba           | Bandera de Cuba           | 0-3       | Bandera de Costa Rica     | Costa Rica     | 10 361       |
| 19 de julio, 2003 | Cuartos de final | Estados Unidos | Bandera de Estados Unidos | 5-0       | Bandera de Cuba           | Cuba           | 16 000       |
| 19 de julio, 2003 | Cuartos de final | Costa Rica     | Bandera de Costa Rica     | 5-2       | Bandera de El Salvador    | El Salvador    | 15 627       |

### Copa Mundial Femenina de Fútbol de 2003
| Fecha                  | Fase             | Equipo         |                           | Resultado |                    | Equipo  | Espectadores |
| ---------------------- | ---------------- | -------------- | ------------------------- | --------- | ------------------ | ------- | ------------ |
| 27 de septiembre, 2003 | Primera fase     | Corea del Sur  | Bandera de Corea del Sur  | 1-7       | Bandera de Noruega | Noruega | 14 356       |
| 27 de septiembre, 2003 | Primera fase     | Canadá         | Bandera de Canadá         | 3-1       | Bandera de Japón   | Japón   | 14 356       |
| 1 de octubre, 2003     | Cuartos de final | Brasil         | Bandera de Brasil         | 1-2       | Bandera de Suecia  | Suecia  | 25 103       |
| 1 de octubre, 2003     | Cuartos de final | Estados Unidos | Bandera de Estados Unidos | 1-0       | Bandera de Noruega | Noruega | 25 103       |

### Copa de Oro de la Concacaf 2005
| Fecha             | Fase             | Equipo         |                           | Resultado |                       | Equipo     | Espectadores |
| ----------------- | ---------------- | -------------- | ------------------------- | --------- | --------------------- | ---------- | ------------ |
| 12 de julio, 2005 | Primera fase     | Estados Unidos | Bandera de Estados Unidos | 0-0       | Bandera de Costa Rica | Costa Rica | 15 211       |
| 12 de julio, 2005 | Primera fase     | Canadá         | Bandera de Canadá         | 2-1       | Bandera de Cuba       | Cuba       | 15 211       |
| 16 de julio, 2005 | Cuartos de final | Honduras       | Bandera de Honduras       | 3-2       | Bandera de Costa Rica | Costa Rica | 22 108       |
| 16 de julio, 2005 | Cuartos de final | Estados Unidos | Bandera de Estados Unidos | 3-1       | Bandera de Jamaica    | Jamaica    | 22 108       |

### Copa de Oro de la Concacaf 2007
| Fecha             | Fase             | Equipo            |                              | Resultado |                        | Equipo      | Espectadores |
| ----------------- | ---------------- | ----------------- | ---------------------------- | --------- | ---------------------- | ----------- | ------------ |
| 12 de junio, 2007 | Primera fase     | Estados Unidos    | Bandera de Estados Unidos    | 4-0       | Bandera de El Salvador | El Salvador | 26 523       |
| 12 de junio, 2007 | Primera fase     | Trinidad y Tobago | Bandera de Trinidad y Tobago | 1-1       | Bandera de Guatemala   | Guatemala   | 26 523       |
| 16 de junio, 2007 | Cuartos de final | Canadá            | Bandera de Canadá            | 3-0       | Bandera de Guatemala   | Guatemala   | 10 000       |
| 16 de junio, 2007 | Cuartos de final | Estados Unidos    | Bandera de Estados Unidos    | 2-1       | Bandera de Panamá      | Panamá      | 22 412       |

### Copa de Oro de la Concacaf 2009
| Fecha             | Fase         | Equipo         |                           | Resultado |                    | Equipo  | Espectadores |
| ----------------- | ------------ | -------------- | ------------------------- | --------- | ------------------ | ------- | ------------ |
| 11 de julio, 2009 | Primera fase | Estados Unidos | Bandera de Estados Unidos | 2-2       | Bandera de Haití   | Haití   | 24 137       |
| 11 de julio, 2009 | Primera fase | Honduras       | Bandera de Honduras       | 4-0       | Bandera de Granada | Granada | 24 137       |

### Copa de Oro de la Concacaf 2015
| Fecha             | Fase         | Equipo         |                           | Resultado |                   | Equipo | Espectadores |
| ----------------- | ------------ | -------------- | ------------------------- | --------- | ----------------- | ------ | ------------ |
| 10 de julio, 2015 | Primera fase | Honduras       | Bandera de Honduras       | 1-1       | Bandera de Panamá | Panamá | 46 720       |
| 10 de julio, 2015 | Primera fase | Estados Unidos | Bandera de Estados Unidos | 1-0       | Bandera de Haití  | Haiti  | 46 720       |

### Copa América Centenario
| Fecha             | Fase             | Equipo    |                      | Resultado |                      | Equipo    | Espectadores |
| ----------------- | ---------------- | --------- | -------------------- | --------- | -------------------- | --------- | ------------ |
| 10 de junio, 2016 | Primera fase     | Chile     | Bandera de Chile     | 2-1       | Bandera de Bolivia   | Bolivia   | 19 392       |
| 12 de junio, 2016 | Primera fase     | Brasil    | Bandera de Brasil    | 0-1       | Bandera de Perú      | Perú      | 50 568       |
| 18 de junio, 2016 | Cuartos de final | Argentina | Bandera de Argentina | 4-1       | Bandera de Venezuela | Venezuela | 65 529       |